# Cerin Amroth
Cerin Amroth es un lugar ficticio perteneciente al legendarium del escritor británico J. R. R. Tolkien. Fue el lugar del primer asentamiento real del bosque de Lothlórien y la última morada de Arwen Undómiel, la esposa del Rey Elessar.
Cerin Amroth era, en otro tiempo, el corazón del reino del bosque de Lórien; donde se alzaba la antigua casa de Amroth; que no era otra cosa que un bello flet blanco sobre un mallorn plateado. Ubicado sobre una loma “(…) cubierta con una alfombra de hierba tan verde como la primavera de los Días Antiguos…” y salpicada de flores de elanor y niphredil. En la cima el flet estaba rodeado por dos círculos de árboles, los del círculo interior eran unos bellos mellyrn y en el centro del doble círculo, se hallaba el mallorn donde habitaba el rey.

## Etimología del nombre
Su nombre significa “Recinto de Amroth”; la palabra Cerin significa, literalmente, “Recinto Circular”, de la raíz KOR, dadas las características del lugar, descritas más arriba. Notar que en sindarin "cerin" lleva una "c-fuerte", es decir se pronuncia "querin". Según Tolkien, el nombre de Amroth es un nombre de origen Silvano adaptado al Sindarin; en el que el elemento _Am_ es el mismo que compone la palabra Quenya amba “arriba” y la Sindarin amon “colina”; raíz AM; y roth “(…) es un derivado de la raíz RATH, que significa «trepar»…” Es decir, podría traducirse como “El Trepador” o “El que Trepa Alto”; porque vivió en el alto flet construido por petición de la doncella Nimrodel.

## Breve historia
Había sido construido por el príncipe Amroth para vivir allí a la usanza Galadhrim y por el amor que sentía por Nimrodel; puesto que la princesa no quería mezclarse con las costumbres Sindarin. Más tarde y después de la muerte de Amroth la Colina fue usada como puesto de observación para vigilar Dol Guldur “(…) Desde esta elevación puedes ver los dos poderes en oposición, luchando siempre con el pensamiento; pero aunque la luz traspasa de lado a lado el corazón de las tinieblas, el secreto de la luz misma todavía no ha sido descubierto" (Haldir a Frodo cuando llegan al lugar).
Allí Aragorn y Arwen se prometieron amor eterno y allí la “Estrella de la Tarde” se retiró a esperar la muerte después de la muerte de su amado esposo.